# لوکنبورگ
لوکنبورگ (به آلمانی: Lückenburg) یک شهر در آلمان است که در برنکاستل-ویتلیش واقع شده‌است. لوکنبورگ ۱۰۴ نفر جمعیت دارد.